# Qanat

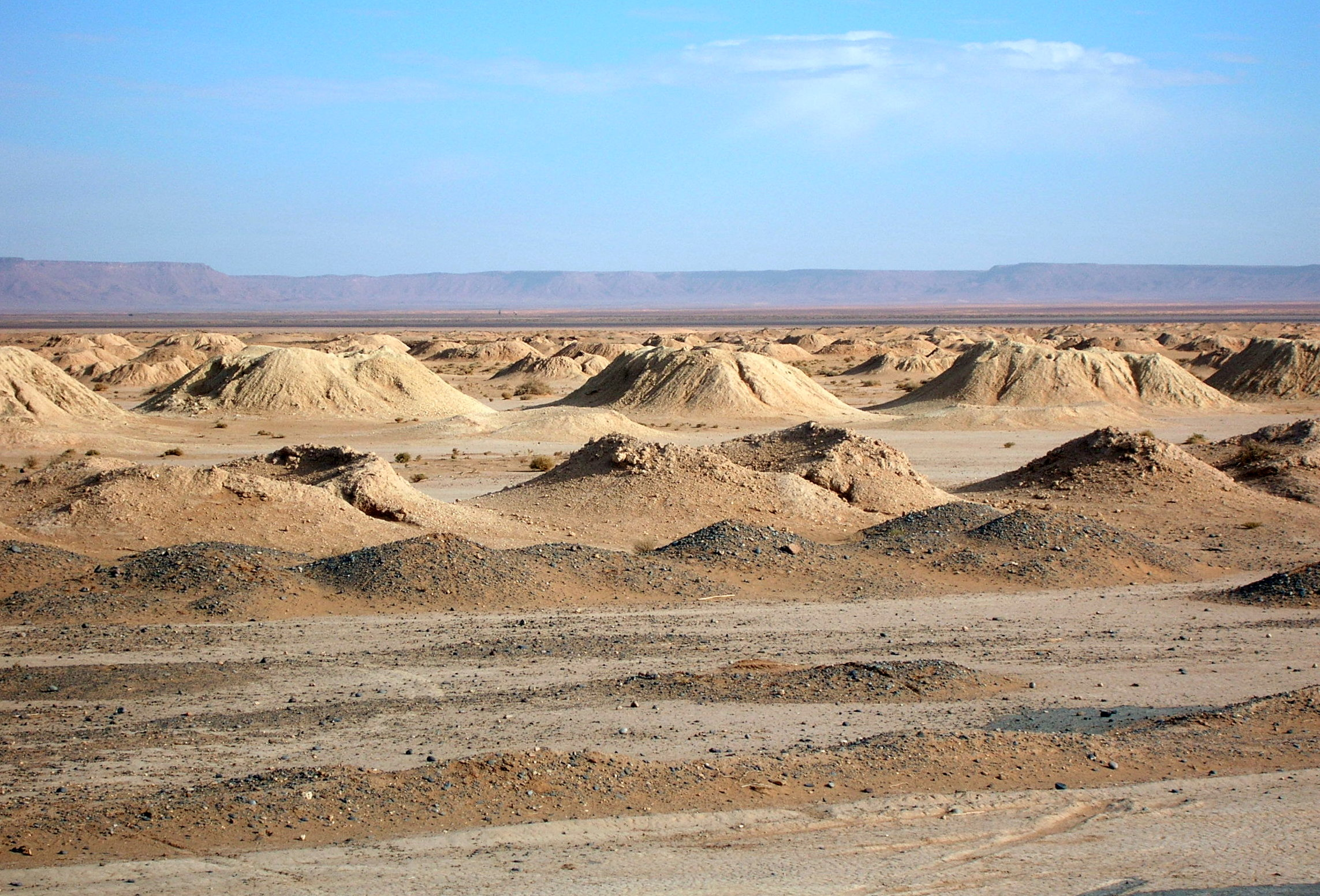
Khettara Erfoud (Marokkó) közelében

A qanāt (arabul قناة, perzsául کاریز kariz) a meleg, száraz és félszáraz éghajlatokon használt vízrendszer, mely az emberi települések és az öntözés vízellátását biztosítja. Megbízhatósága miatt elterjedt. Más ismert elnevezései: kārīz vagy kārēz (Irán, Afganisztán, Pakisztán és Közép-Ázsia területén, a perzsa كاهریز-ból), kahan (a perzsa کهن-ból), kahriz vagy kəhriz (Azerbajdzsán), khettara (Marokkó), galeria (Spanyolország), falaj (Egyesült Arab Emírségek és Omán), kahn (Beludzsisztán), foggara vagy fughara (Észak-Afrika). Emellett Ázsiában és Észak-Afrikában használatosak a kakuriz, chin-avulz és mayun elnevezések is.
A qanat technológiáját feltehetőleg a perzsák fejlesztették ki az i. e. 1. évezred elején, ahonnan aztán lassan terjedt el Nyugat, illetve Kelet irányába.
Egy qanat értékét nagyban befolyásolta minősége, mérete és a vízhozam folytonossága. Irán és más száraz éghajlatú ázsiai, illetve észak-afrikai ország népességének jelentős része függött a qanatok vizétől, településeik, élőhelyeik olyan területeken alakultak ki, ahol lehetséges volt qanatok kiépítése. Bár a kiépítés igencsak költséges volt, hosszútávú értéke a közösség – így a megépítésbe és karbantartásba befektetők is – számára jelentős volt.

## Műszaki jellemzők
A qanat kútszerű függőleges aknák sorozata, melyeket enyhén lejtő járatok kötnek össze. Szivattyúzás nélkül vezet a felszínre nagy mennyiségű talajvizet. A víz a gravitáció hatására lefolyik egy, a forrásnál alacsonyabban fekvő célhelyre, ami általában egy felszín fölötti víztároló. A qanat lehetségessé teszi a talajvíz hosszú távolságokra való elszállítását meleg, száraz éghajlatokon, a párolgás miatti veszteség lecsökkentésével.
Nagyon gyakori egy qanat kialakításakor, hogy a forrás egy hegylánc előhegyeinek lábánál legyen, ahol a talajvízszint a legközelebb van a felszínhez. Ettől a ponttól lejtése sokkal kisebb a föld felszínének lejtésénél, így a víz a víztárolóig folyik, ehhez azonban sokszor nagy távolságokat kell megtennie.
Helyenként a qanatokat földalatti elosztórendszerek alkotják, ezek a kisebb járatokból álló karizok. Akárcsak a qanatok üregei, ezek a kisebb járatok is a földfelszín alatt találhatóak, a szennyezés elkerülése végett. Néhány esetben a qanatok vizét gyűjtőmedencében tárolják, az éjszakai áramlatot nappali használatra fenntartva. Az ab anbar tipikus példája a qanatok által táplált ivóvízgyűjtő medencékre az ókori Perzsiában.
A qanat rendszerének előnye, hogy nem befolyásolják a környezetében lejátszódó természeti (pl. földrengés, árvíz) vagy emberi katasztrófák (pl. háború). Továbbá majdnem teljesen független a csapadék mennyiségétől, csupán enyhe hozami eltérést mutatva a száraz és nedves időszakok között.

## Gyakori jellemzői a qanat technológiáját használó régióknak
A qanat technológiája olyan helyeken elterjedt, ahol a következők jellemzők:
- nagyobb folyók, folyamok hiánya, melyek egész évben kellő vízmennyiséget biztosítanának öntözésre és más szükségletek kielégítésére
- potenciálisan termékeny és csapadékdús hegyek vagy hegyvonulatok közelsége
- száraz éghajlat, ahol nagy a felszíni párolgás mennyisége és így a felszín feletti gyűjtőmedencék, illetve vízjáratok fokozottan veszteségesek lennének
- olyan víztároló jelenléte a potenciálisan termékeny területen, mely túl mélyen van egyszerű kutak ásásához

## A qanatok hatása a települések szerveződésére
Egy jellegzetes iráni városban – és bárhol máshol, ahol a vízrendszer használatos – több qanat is van kialakítva. A kertek és mezők mindegyike a qanatok felszíni végeihez közel találhatóak, így a qanatok vize meghatározza mind a szociális régióit, mind a külalakját a városoknak.
A víz a felsőbb régiókban a legfrissebb, leghűvösebb és legtisztább, a legvirágzóbb emberi települések a kivezetési pont környékén találhatóak. Mikor a qanat még szint alatt van, a vizet kutakkal vagy állatok hajtotta perzsa kutak segítségével húzzák ki a vizet. A magánkézben levő földalatti gyűjtőmedencék elegendő vizet szolgáltattak a házak és gazdasági épületek ellátásához, illetve az öntözéshez. Emellett a qanatban kialakuló légáramlatokat egy földalatti nyári szoba, a shabestan hűtésére használják, mely számos régi ház és épület szerves része.
A kivezetés mentén a víz felszíni járatokon, úgynevezett jubs-okon (jūbs) keresztül folyik tovább a domb- vagy hegyoldalakon le. Időnként oldalirányú elágazásokat építenek ki, így biztosítva a szomszédság, a kertek és a mezők vízellátását. Az utcák ezekkel párhuzamosan futnak, ennek következtében a települések következetesen a földfelszín lejtésének irányában alakulnak ki. Ez egy gyakorlatias alkalmazkodása az embernek a változó terephez, a hatékony vízelosztás érdekében.
A járatok alsóbb régiói kevésbé kecsegtetőek úgy a lakóhelyek, mint a mezőgazdaság számára. Minél lejjebb haladunk a vízfolyás mentén, annál nagyobb a víz szennyeződési foka, illetve száraz időszakokban nagyobb a vízhozam csökkenése is.

## Megépítés
Hagyományosan a qanatokat hozzáértő munkások (muqannīs) csoportja építi meg, kétkezi munkával. A szakma a történelem folyamán igencsak jól fizetőnek bizonyult és jellemzően apáról fiúra szállt.

### Előkészületek

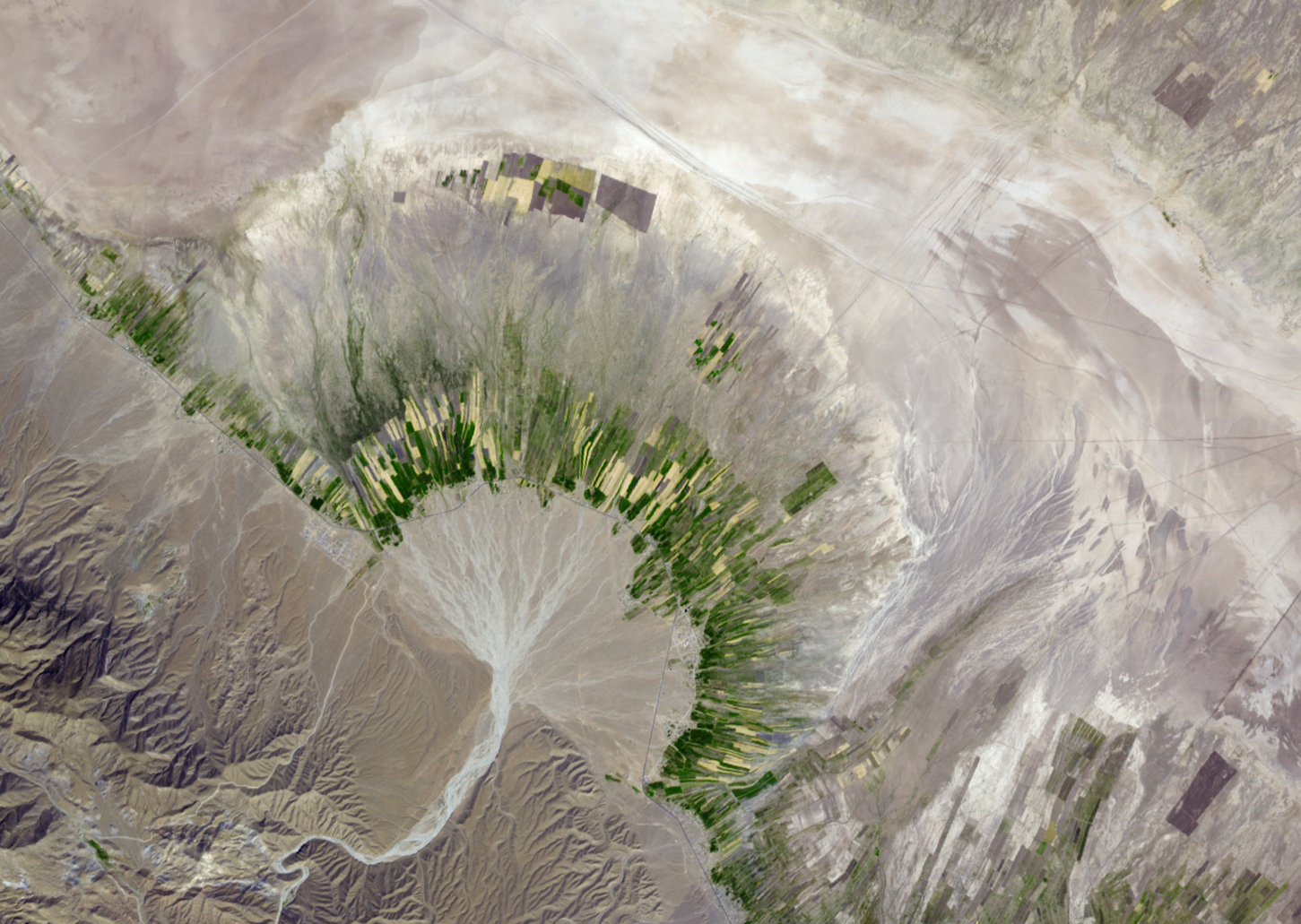
Hordalékkúp Dél-Iránban. A NASA Terra nevű műholdjának képe

A qanat építésének első, elengedhetetlen lépése egy közeli vízforrás azonosítása. A keresés a hegyek vagy előhegyek és a hordalékkúp találkozásától indul ki. A víz bőségesebb a hegyekben a domborzati emelkedés miatt, ezért a kiásás a hordalékkúpban viszonylag könnyű. A muqannīsok követik a víz fő folyását és talajvízre utaló jeleket keresnek (mélyre gyökerező növények, szezonális szivárgások). Ekkor egy próbakutat ásnak, hogy meghatározzák a talajvízszintet és a vízhozamot, mely alapján eldöntik, indokolt-e az adott helyen a kiépítés. Ha ezek az előfeltételek mind teljesülnek, megrajzolják a járatok útvonalait a földfelszín felett.
Ezután következik a felszerelés összeállítása, mely tartalmazza a következőket:
- tartályok (általában bőrzsákok)
- kötelek
- csigák, melyek segítségével a tartályokat kiemelik az aknákból
- ásó és szekerce a kiásáshoz
- lámpások
- szintező vagy függőón
- spárga
- talajtípustól függően szükség lehet alátétre, általában égetett agyag gyűrűkre[7][8]

Annak ellenére, hogy maga az építkezés folyamata egyszerű, egy qanat megépítése részletes altalajiföldtan-ismeretet és kifinomult mérnöki érzéket követel meg. A qanat lejtésére fokozottan figyelni kell: ha túl lapos, nem vezeti le a vizet, ha túl meredek, akkor a kelleténél nagyobb erózió miatt beomolhat a rendszer. Ugyancsak beomláshoz vezet a talaj állapotának helytelen felmérése, ami legjobb esetben alapos újraépítéssel jár, de akár a dolgozók halálát is okozhatja.

### A kiásás
Egy qanat megépítéséhez általában 3-4 muqannīs szükséges. Egy gyengén lejtő qanat építésekor egyikük a vízszintes járatot ássa, a másik kiemeli a kiásott földet a járatból, a harmadik pedig szétteríti a földfelszín felett a kiásott földet.
A csapat általában a céltól kezdi a munkát, ahová a víz érkezni fog és felfele halad a kiindulási pontig, a tesztkútig. A függőleges aknákat menet közben ássák ki, egymástól 25-30 méterre. Az aknák közti távolság függ a kiásásukba fektetett munkától, az összekötő járat kiásásába fektetett erőfeszítéstől, illetve a karbantartáshoz szükséges energiabefektetéstől. Minél kisebb a qanat lejtése, annál közelebb vannak egymáshoz a függőleges aknák. Ha a qanat hosszúnak ígérkezik, mindkét végén egyszerre kezdik el a munkálatokat. Néha mellékágakat is ásnak, hogy kiegészítsék a vízhozamot.
Míg Irán legtöbb qanatja nem haladja meg az 5 km hosszat, Kermán környékén akadnak 70 km körüli példányok is. A függőleges aknák mélysége 20–200 m között mozog, Horászán területén található a legmélyebb, mely 275 m-re nyúlik a földfelszín alá. Ezek az aknák elősegítik az építést és a karbantartást, akárcsak a légcserét. A mély aknák közbeeső kiszögelléseket is megkövetelnek, a kiásott föld kiemelését megkönnyítendő.
A megépítés sebessége függ a mélységtől és a talaj minőségétől. Ha puha és könnyen megmunkálható, 20 m mélységben egy nap alatt négy munkás 40 méternyi vízszintest járatrészt tud kiásni egy nap alatt. Mikor a függőleges akna eléri a 40 m mélységet, már csak 20 métert tudnak ásni vízszintesen naponta, 60 m-nél ez 5 m/napra csökken. Algériában az átlagsebesség 2 m/nap 15 m mélységben. A mély és hosszú qanatok (azaz a legtöbb) megépítése évekbe, sőt évtizedekbe telik.
A kiásott földet általában bőrzsákokba pakolják és kiemelik a függőleges aknákon keresztül, majd az akna kijárata körül felhalmozzák, hogy védelmet nyújtson a szél és eső által odahordott törmelékekkel, hulladékokkal szemben. Ezeket a kupacokat le is takarhatják, hogy megerősítsék a védelmet. Felülnézetből az aknakijáratok bombakráterek benyomását keltik.
A qanat vízterelő járatának eléggé meredeknek kell lennie ahhoz, hogy a víz könnyedén folyjon le benne. Azonban túl meredeknek sem szabad lennie, a vízhozamot a kritikus értékek között kell tartani. Ha túl meredek a lejtés, a kialakuló hullámok erőteljes eróziót okoznak, ami károsíthatja vagy tönkreteheti a rendszert. Rövidebb qanatok esetében a lejtés 1:1000 és 1:1500 között mozog, a hosszabbakban szinte eléri a vízszintest. Ilyen mértékű pontosság rutinszerűen érhető el vízmérték és kötél segítségével.
Azokban az esetekben, ahol a lejtés meredekebb, földalatti vízeséseket is alakíthatnak ki, alkalmasan megtervezve arra, hogy magába vonja az energiát, minimális erózióval (rendszerint szigeteléssel). Néhol a víz erejét földalatti malmok meghajtására fordítják. Ha nem megvalósítható, hogy a qanat felszín fölötti végét a település közelében alakítsák ki, szükségessé válik egy föld feletti jub vagy csatorna ásása. Ezt lehetőség szerint kerülik, így is korlátozva a szennyeződést, a felmelegedést és a párolgás okozta vízveszteséget.

### Haszonélvezők
A perzsák már i. e. 328-ban használtak vízórát a qanatok vizének igazságos és pontos elosztására az arra jogosultak számára, öntözés céljából. Iránban, különösen Zibad területén, a vízórák használata i. e. 500-ra nyúlik vissza. Később a preiszlám szent ünnepek pontos meghatározására is használták, mint a Yaldā (téli napforduló), a Tiregān (nyár közepe) vagy a Nowruz (tavaszi napéjegyenlőség) - a legrövidebb, a leghosszabb és az egyenlő nappalok, illetve éjszakák az év folyamán. Az Iránban használt vízórák voltak az éves naptárak beütemezésére leggyakorlatiasabb ókori eszközök. Perzsiában a vízórák (avagy Fenjaanok) pontossága megközelítette a ma használt időmérő eszközökét. A fenjaan volt a legpontosabb és legelterjedtebb időmérő eszköz arra, hogy kiszámolják a vízmennyiséget, amennyit a földműves elvihet a qanat vizéből az öntözéshez, illetve az időpontot, mikor ezt megteheti, mindaddig, amíg le nem cserélték nála pontosabb órákra. A perzsa vízórák gyakorlatias és hasznos eszközök voltak a qanat vizében részesedők számára, segítségével meghatározhatták, hogy mennyi időbe telik vizet a földjeikre juttatni. A qanat volt az egyetlen vízforrás a mezőgazdasághoz és az öntözéshez, ezért elengedhetetlen volt az igazságos vízelosztás. Ennek megfelelően két becsületes és körültekintő időst választottak meg a vízórák kezelőinek, ők felügyelték a fenjaanokat és jelentették be a pontos időt a nappal és éjszaka.
A fenjaan egy vízzel teli méretes edényből és egy közepén apró lyukkal ellátott tálból állt. Mikor a tál megtelt vízzel, lesüllyedt az edénybe, ekkor a kezelő kiürítette a tálat és visszatette a víz tetejére. Közben számolta, hogy hányszor süllyedt el a tál, minden süllyedéskor egy kavicsot tett egy bögrébe.
A hely, ahol az óra és kezelője voltak, khaneh fenjaan néven volt ismert. Rendszerint egy fogadó felső emeletén volt, nyugatra és keletre néző ablakokkal, hogy mutathassák a napkelte és napnyugta időpontját. Emellett létezett egy másik időmérő eszköz is, a staryab vagy asztrolábium, de ezt leginkább csupán babonák miatt használták, nem volt megfelelő a földművesek naptáraként. A zibádi vízóra 1965-ig volt használatban, ekkor cserélték le korszerű időmérő eszközökre.

### Karbantartás
A függőleges aknákat szokás letakarni, hogy védjék a szélhordta homoktól. A qanat járatait időnként ellenőrizni kell, hogy ne legyenek erózió vagy beomlások okozta károk, s ha vannak, akkor kijavítsák, illetve kipucolják a begyűlt homokot és sarat. Biztonsági okokból fontos ellenőrizni, hogy biztosítva legyen a légáramlás, mielőtt leereszkednek a munkások a járatokba.

### Helyreállítás
Néhány megrongálódott qanat már felújításra került. Hogy fenntartható legyen, a helyreállítás során figyelembe kell venni számos nem műszaki tényezőt, elsőként azt, hogy melyik vízrendszerre esik a választás. Szíria területén három helyszín került kiválasztásra egy 2001-es nemzeti felmérés alapján. Ezek egyike, a dmeiri Drasiah qanatot 2002-ben fejezték be. A választásban szerepet játszott többek között az állandó talajvízáramlat jelenléte, a társadalmi összetartóerő, a közösség igénye a qanat vizére és működő vízjogi rendszer létezése.

## Felhasználásuk

### Öntözés és ivóvíz-szolgáltatás
A qanatok elsődleges szerepe elegendő vízmennyiség biztosítása öntözéshez, a csordák itatásához és az ivóvízellátáshoz. Ezenkívül használják hűtésre és jég tárolására is.

### Hűtés
Széltoronnyal párosítva a qanatok hűtésre is szolgálhatnak. A széltorony egy kéményszerű építmény a ház fölött; négy nyílása közül a széliránnyal ellentéteset kinyitják, hogy távozzon a házban levő levegő. A bejövő levegő a ház alatti qanatból érkezik. A függőleges aknán keresztüláramló levegő alacsonyabb nyomást idéz elő (lásd: Bernoulli törvénye) és kihúzza a földalatti járat hűvös levegőjét. A járatból az aknába szívott levegőt útközben lehűti az akna fala, a víz és a légáramlattal érintkező párolgó víz latens hője. A száraz, sivatagi éghajlatokon ez akár 15 °C-os hőmérsékletkülönbséget is eredményezhet a qanatból érkező levegőben. Ennek ellenére a levegő száraz, ezért a pincehelyiség hűvös, páratartalma megfelelő, nem dohos. Ezt a hűtési módszert évezredek óta használják a sivatagos égövek alatt.

### Jég tárolása

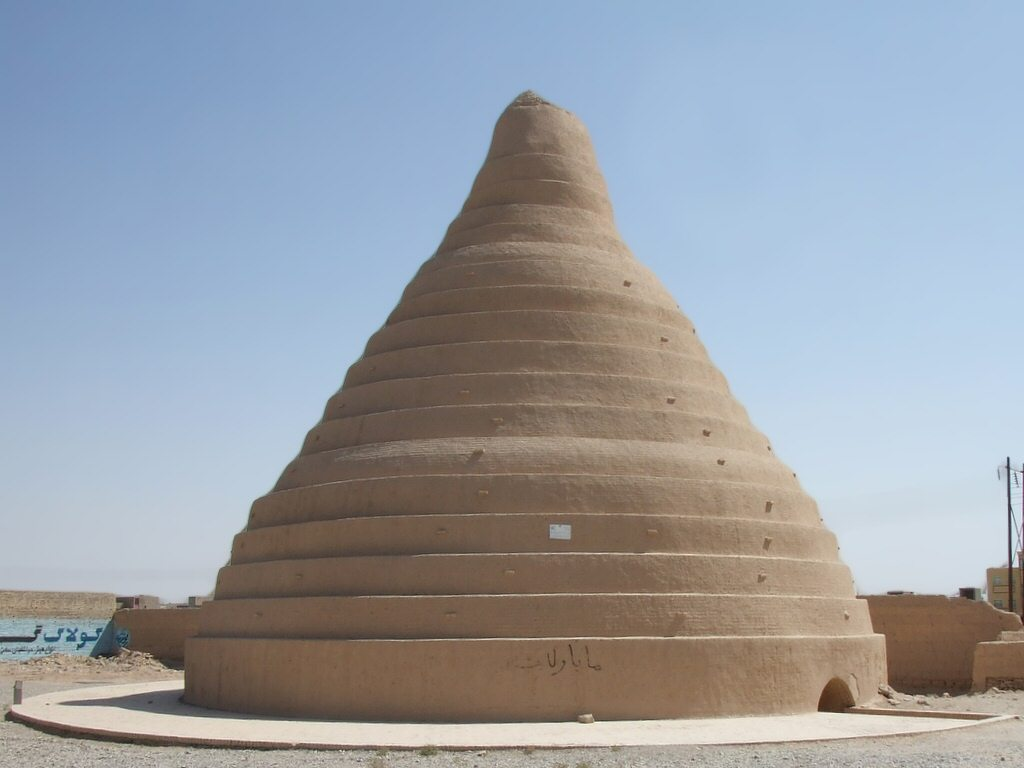
Yakhchal Jazd tartományában

I. e. 400-ra már perzsa mérnökök tökélyre vitték a nyárközépi jégtárolást a sivatag területén.
A jeget a télen hordták be a környező hegyekről, de megszokottabb és kifinomultabb módszer volt az, hogy falat építettek kelet-nyugat irányba a yakhchal (a jég ürege) közelében. Télen a qanat vize a fal nyugati oldalán folyik el, aminek az árnyéka még gyorsabbá tette a fagyást, növelve az egy nap alatt képződő jégmennyiséget. Ezután a jeget a yakhchalokban tárolták, melyek speciálisan természetes hűtésre voltak kialakítva. Egy méretes, vastag szigetelő fallal ellátott földalatti helységet hoztak összeköttetésbe a qanattal, és egy szélfogókból vagy széltornyokból álló rendszert használtak a hűvös földalatti levegő kiszívására, hogy a helység hőmérsékletét kellően alacsonyan tarthassák, akár forró nyári napokon is. Mindezek eredményeképpen a jég lassan olvadt és elérhető volt egész évben.

## A világ qanatjai

A qanatok feltételezett terjedési útja világszerte

### Ázsia

#### Afganisztán
A qanatok neve Dari és Pashto nyelven Karez, használatuk a preiszlám időkre nyúlik vissza. A karezek számát 20.000-re becsülték a 20. században. A legrégebbi működő példány Wardak tartományban van, több mint 300 éves és 8 km hosszú, s napjainkban is majdnem 3000 léleknek biztosítja nap mint nap a vízellátást. Az elmúlt 30 év szakadatlan háborúzásai nagy számban pusztították el az ókori szerkezeteket. Ezekben a nehéz időkben a karbantartás nem mindig volt lehetséges. A bajokat gyarapítandó, 2008-ra nagyon magasak lettek a munkabérek és a rendszerek karbantartása már nem lehetséges. A hozzáértő mesteremberek hiánya, akik rendelkeznek a hagyomány fenntartotta tudással, ugyancsak nehézségeket okoz. Számos földműves mond le karizáról, mely néhol akár évszázadokon keresztül volt a család birtokában, s inkább dízelpompák által támogatott kutakra térnek át.
Mindazonáltal Afganisztán kormánya tisztában van ezen rendszerek fontosságával és mindent megtesz ezek feljavítása, újraépítése és karbantartása (a közösségen keresztül) érdekében. A Vidéki Rehabilitáció és Fejlesztés Minisztériuma, a nemzeti és nemzetközi civil szervezetekkel egyetemben teszik meg az erőfeszítéseket.
Még 2009-ben is léteztek működő qanat rendszerek. Amerikai hadierők jelentették, hogy akaratukon kívül romboltak le néhány járatot egy katonai bázis bővítésekor, feszültséget keltve önmaguk és a helyi lakosok között. Néhányat a járatok közül tartalékok tárolására használták, illetve emberek és felszereléek földalatti szállítására.

#### Kína

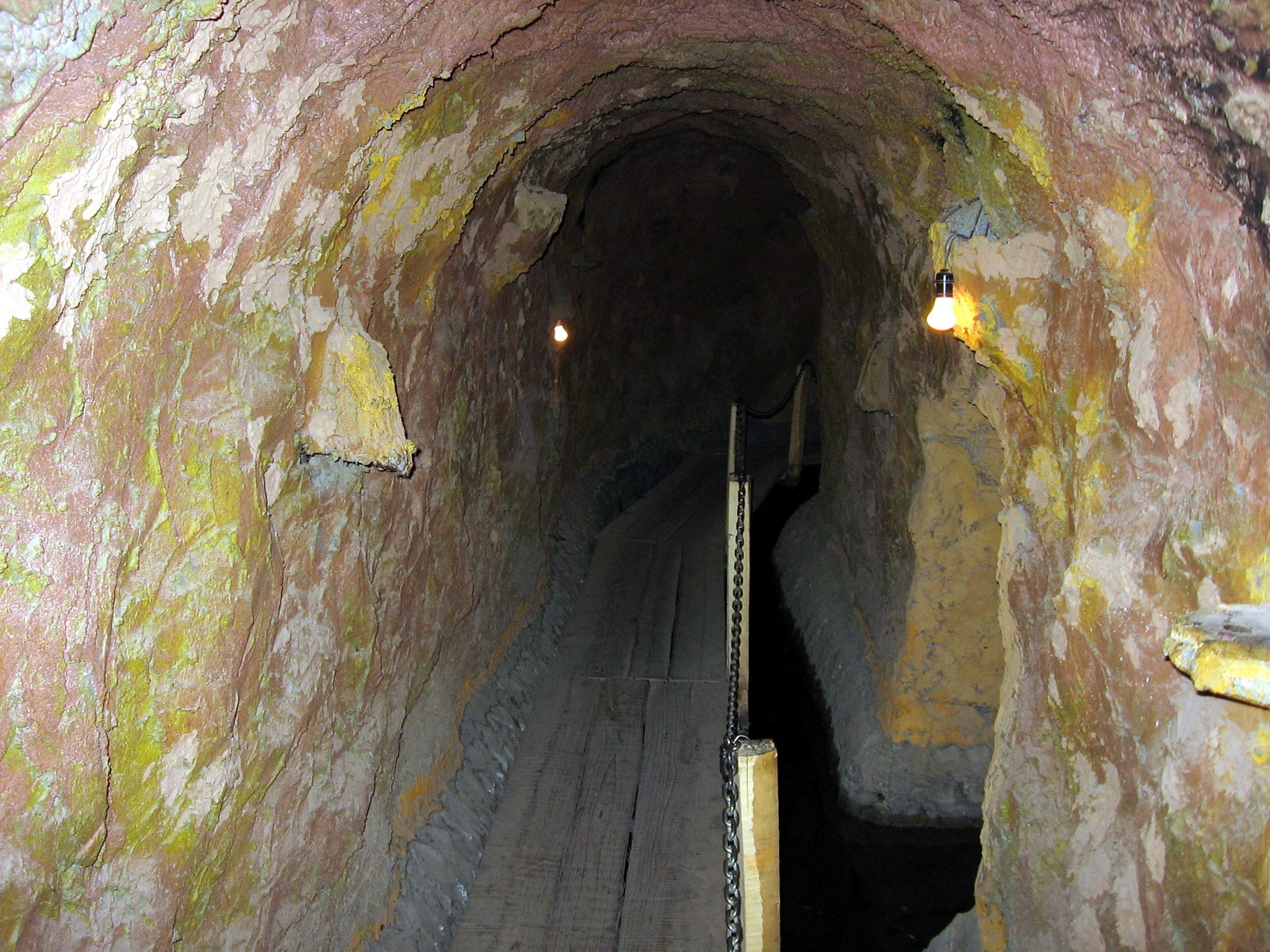
Turpan vízrendszer aknafolyosója Turpan közelében, Hszincsiang-Ujgur Autonóm Terület, Kína

Kína északnyugati térségében található Turpan egy oázisát qanat (helyi néven karez). Turpan hosszú idők óta egy termékeny oázis központja, illetve fontos kereskedelmi központ a selyemút északi útvonala mentén. Ebben az időszakban délnyugaton szomszédos volt Korla és Karashahr királyságokkal. A vízrendszer történelmi feljegyzései egészen a [Han-dinasztia] idejére nyúlik vissza. A Turpan Vízmúzeum a Kínai Népköztársaság védett területeinek egyike a helyi karez történelmi fontossága miatt. A környék karezrendszereinek száma alig van 1000 alatt, a járatok összhossza kb. 5000 km.

#### India
Az indiai Karnátakában qanat-típusú rendszer, ún. Suranga segítségével szivattyúzzák ki a talajvizet, ám ez napjainkban kevésbé használatos. Ezen kívül még Gulburga, Bidar és Burhanpur (Kundi Bhandara) területén is találhatók qanatok. A bidari rendszer 21 függőleges aknája széltében 2 km-re terjed, ezek közül azonban néhányat bezártak, így napjainkban 17 látogatható. A függőleges aknákat földművesek és a helyi települések veszik igénybe. Az Indiai Örökség Városainak Hálózata szervezet alapítványa tárgyalásokat folytat a vízrendszert érintően. Az alapítvány felmérésének elkészítése közben egy fejedelmi fürdőhelyre (Bagh-e-Hammam) bukkantak, feltehetően Bahmani idejéből. A helyiek szerint létezik egy terrakotta összekötő cső a karez kijárata és a fürdőhely között.

#### Indonézia
Felmerült az az elmélet, miszerint a jávai Gua Made földalatti templomai közelében található aknák, melyekben zöld fémből készült maszkokat találtak, tulajdonképpen egy qanat részei voltak.

#### Irán

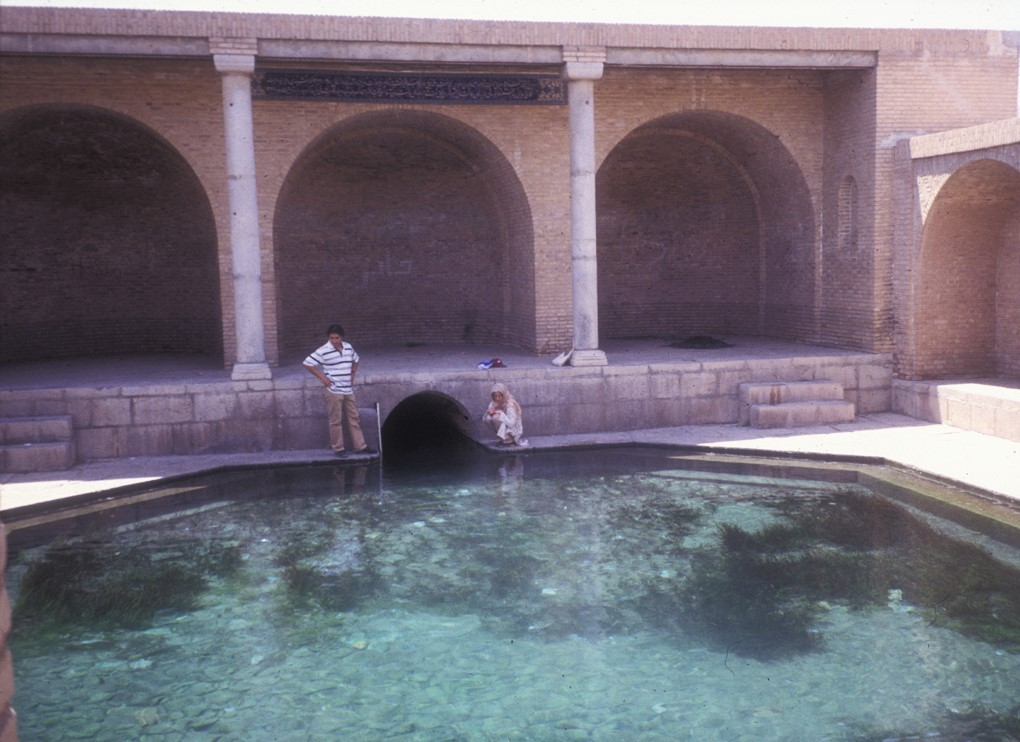
Ezt a Fin-kertben feltörő qanatot egy olyan forrás, a Salamon forrása ("Cheshmeh-ye Soleiman") táplálja, mely feltevések szerint több ezer éves és már az ókor óta táplálja Tepe Sialk környékét

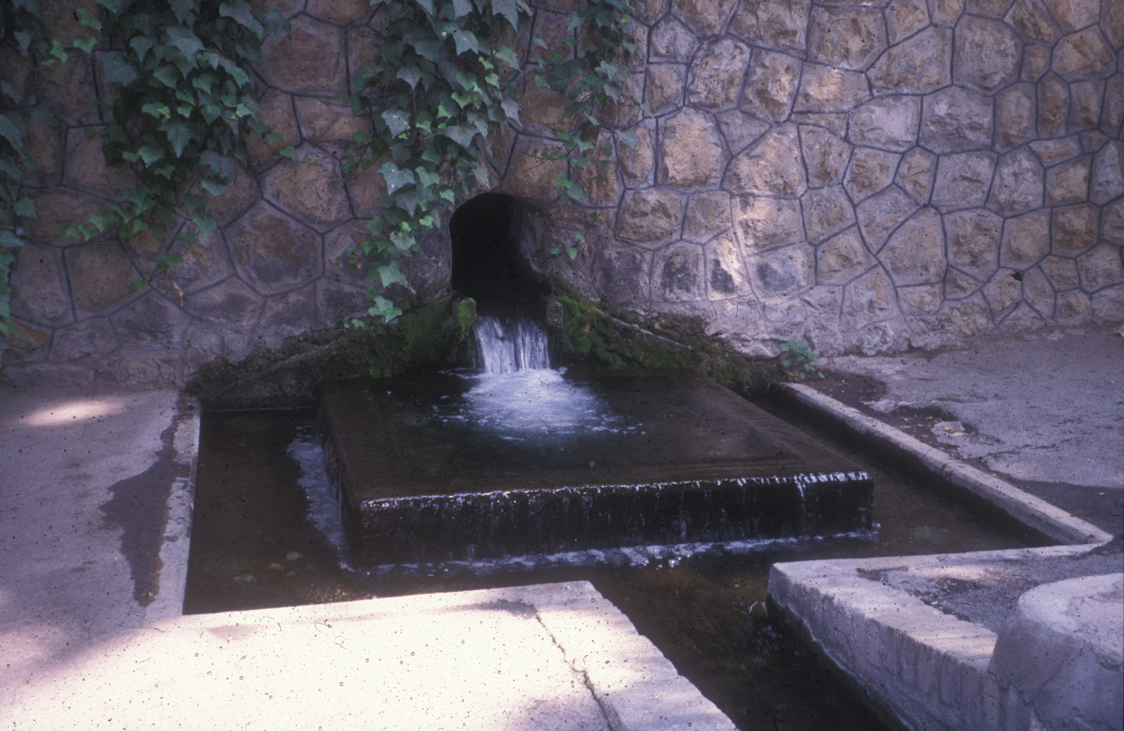
A teheráni Niavaranban felszínre bukkanó kariz az Iráni Nemzetközi Könyvtár területét látja el vízzel

A 20. század közepén az Iránban használatban levő qanatok számát 50.000-re becsülték, melyek mindegyikét helyi felhasználók működtették és tartották fenn. Ezek közül 1980-ra már csak 25.000 maradt használatban.
Egyik legrégebbi és legidősebb ismert qanat a iráni Gonabad városában található s 2700 év után is megbízható vízlelőhely háztartási és mezőgazdasági célokra közel 40.000 lélek számára. A főkút mélysége meghaladja a 360 métert, hossza 45 km. Jazd, Horászán és Kermán tartományok köztudottan egy qanat-típusú szerteágazó vízrendszertől függnek.
A hagyományos perzsa építészetben a kariz (کاریز) kisebb qanat, általában egy városi rendszerbe építették be annak érdekében, hogy a qanat vizét a célba juttassa.
Az UNESCO kulturális világörökségi listájára vette a perzsa qanat vízrendszer 11 reprezentatív részét 2016-ban.